# Похмілля у Таїланді
Похмілля у Таїланді — американський драматично-комедійний фільм виробництва 2019 року. Режисер і сценарист Сет Грін. Продюсери Корі Мооса й Олівер Екерманн. Світова прем'єра відбулася 7 червня 2019 року; прем'єра в Україні — 8 квітня 2021-го.

## Зміст
Під час подорожі в Таїланд, двоє друзів розуміють, що мета і сенс життя у кожного свої і немає ніяких правил для їх пошуку.

## Знімались
- Сет Грін — Брендон
- Брекін Меєр — Ден
- Бренда Сонг — Пен
- Маколей Калкін — Ієн
- Клер Грант — Дорі
- Кедар Вільямс-Стірлінг — Марк
- Роуз Вільямс — Емма
- Ренді Ортон — Мартін
- Андреа Романо — голос мами
- Роб Паульсен — голос батька
- Рейчел Блум — голос Ванесси